# Юджин Гудмен
Юджин Гудмен (англ. Eugene Goodman) — американський полісмен, співробітник поліції Капітолія США, який під час штурму Капітолія 6 січня 2021 року відвернув протестувальників від палати Сенату США. 12 лютого 2021 року Сенат нагородив Гудмена Золотою медаллю Конгресу. З 20 січня 2021 року по 2 березня 2021 року виконував обов'язки заступника сержанта з озброєння Сенату США.

## Біографія
Гудман народився 1980 року, виріс у південно-східній частині Вашингтона. З 2002 по 2006 роки служив в армії США. Призначений до 101-ї повітряно-десантної дивізії. У 2005 році дислокований в Ірак. Гудмен керував загоном з 10 осіб у районі сунітського трикутника, завданням якого було патрулювання та виявлення саморобних вибухових пристроїв. Гудмен залишив військову службу в 2006 році, а в 2009 році почав служити в поліції Капітолія.

### Штурм Капітолія
Після оголошення результатів президентських виборів у США 2020 року, прихильники Дональда Трампа розпочали довготривалу акцію протесту у Вашингтоні. 6 січня 2021 року після початку засідання Конгресу, де мали затвердити перемогу Джо Байдена на виборах президента, протестувальники почали штурмувати Капітолій. Спершу вони прорвалися через металеві барикади в задній частині будівлі. Поліціянтам вдалося затримати рух натовпу на сходах будівлі, однак ненадовго: протестувальники потрапили всередину. На той момент членів Конгресу ще не встигли евакуювати із залу засідань. Двері до залу охороняв лише Гудмен. Коли розлючений натов підійшов до дверей, Гудмен усвідомив, що сенатори в небезпеці. Він почав провокувати протестувальників, фактично стаючи мішенню для них. Спершу він сперечався та кричав до них, на майданчику перед залом засідань він штовхнув першого з переслідувачів та став поступово відходити на другий поверх, ведучи нападників за собою. Мітингувальники попрямували за ним. Офіцер зробив це навмисно. У такий спосіб він відвів натовп до іншої частини Капітолія, де вже чекали сили правоохоронних органів. В цей час охоронці змогли евакуювати конгресменів.

### Нагороди
Юджин Гудмен отримав Почесну медаль за державну службу від міністра армії США. 12 лютого 2021 року Сенат США одноголосно проголосував за вручення Золотої медалі Конгресу Юджину Гудмену. Гудмен був присутній у палаті Сенату і отримав бурхливі овації від присутніх.